# 90-es típusú harckocsi
A 90-es típusú harckocsi (japánul 90式戦車; きゅうまるしきせんしゃ) a japán Önvédelmi Haderő jelenlegi legmodernebb harckocsija, amelyet a Mitsubishi Heavy Industries vállalat fejlesztett ki és gyárt, 1990-ben állítottak hadrendbe. A harckocsi váltotta le a korábbi 61-es, valamint a 74-es típusú harckocsik egy részét. A 90-es típusú a világ egyik legdrágább harckocsija: egy jármű ára 790 millió japán jen (megközelítőleg 7,4 millió amerikai dollár).

## A fejlesztés története
Már a 74-es típus szolgálatba állításakor megfogalmazódott az igény a Japán Önvédelmi Erőknél egy olyan tank iránt, amely képes legyőzni a szovjet T–72-es harckocsikat. Emiatt 1976-77-ben megkezdődött a TK-X jelöléssel ellátott harckocsi fejlesztése a TRDI (Japan Defence Agency's Technology Research and Development Institute) vezetésével. A TRDI a japán Mitsubishi Heavy Industries (amely a második világháború után kifejlesztett japán harckocsik gyártója volt) és a német Leopard 2-t fejlesztő cégek (a Kraus-Maffei és a MaK) tevékenységét hangolta össze.
1977-ben kezdődött a motor, fegyverzet, lőszer illetve tűzvezető rendszer, míg 1978-ban a váltó és a páncélzat fejlesztése. 1980-ra elkészült az első két prototípus, amelyek megjelenésükben erősen emlékeztettek a Leopard 2-re. Mindkét prototípust a német licenc alapján gyártott Rheinmetall 120 mm-es harckocsi lövegével szerelték fel (ezen kívül minden alkatrész japán fejlesztésű volt). A harckocsi végső formáját 1982 és 1984 között nyerte el, azonban a löveg és a páncélzat tesztelése illetve fejlesztése egészen 1986-ig húzódott. A négy tankból álló második prototípus-szériát 1986 és 1988 között gyártották. E harckocsikat már az első két prototípus tesztelése során szerzett tapasztalatok alapján építették meg. E négy jármű tesztelése 1989-ben fejeződött be. A japán vezetés elégedett volt a harckocsi képességeivel, így 1990-ben megkezdődhetett a sorozatgyártás.

## Fegyverzet

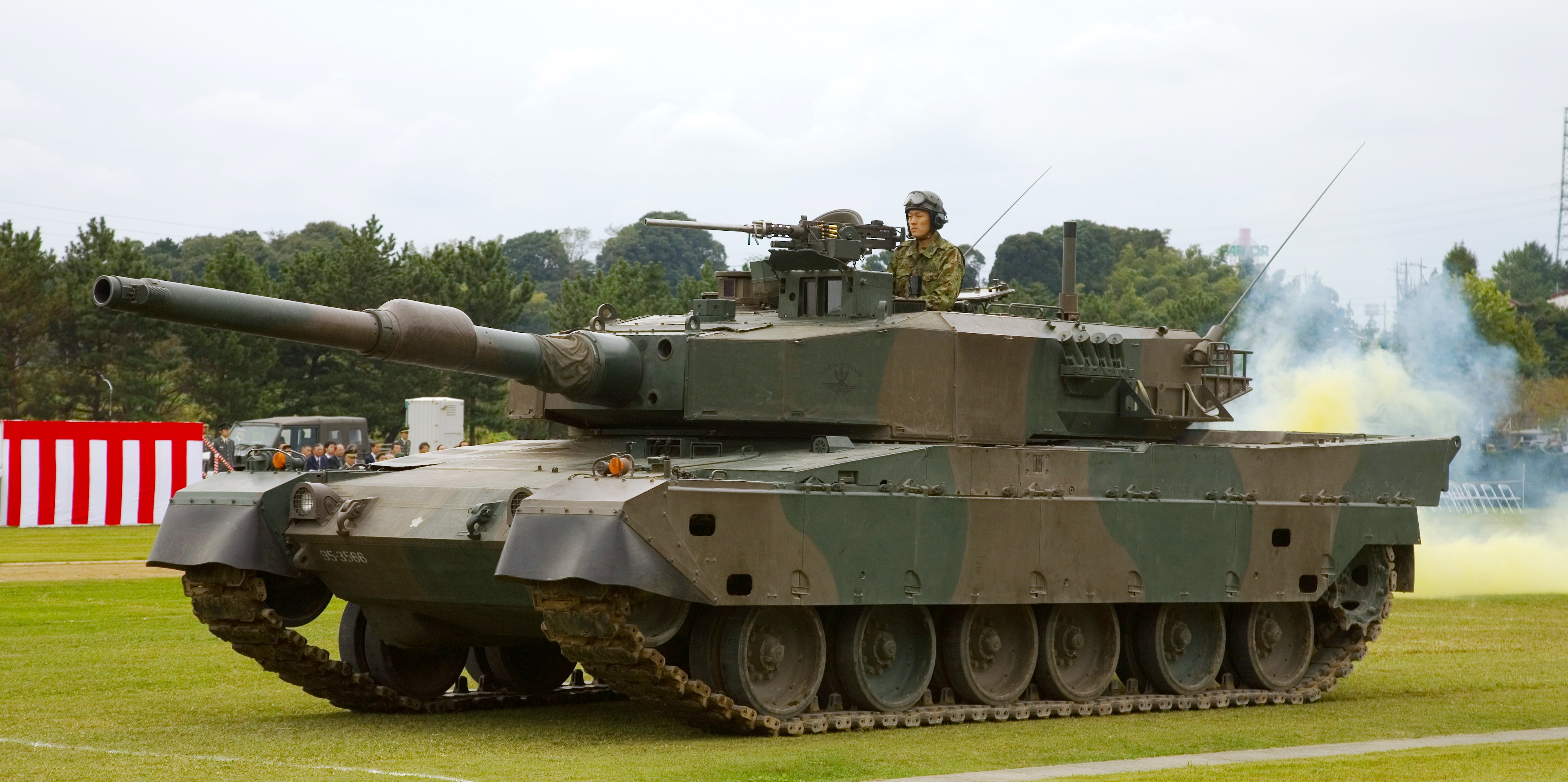
90-es típusú harckocsi egy nyilvános bemutatón.

### Harckocsiágyú
A 90-es típus elsődleges fegyverzetét a licenc alapján gyártott német Rheinmetall L/44 120 mm-es lövegével szerelték fel. A löveg kiválasztása előtt a japánok egy saját fejlesztésű 120 mm-es ágyút szerettek volna a harckocsiba építeni, de a Rheinmetall lövege olcsóbbnak bizonyult. A löveget a kétsíkú stabilizátor mellett a Mitsubishi által fejlesztett automata töltőrendszerrel látták el, így csökkentve a torony méretét, valamint a legénység létszámát három főre. A töltőrendszer mindössze 2 másodperc alatt képes újratölteni a löveget, így a lőszer betöltése és a tüzelés nem vesz többet igénybe 4-6 másodpercnél. A töltőrendszer 20 lövedéket képes tárolni, míg a többi 15 a vezető melletti tárolóban kapott helyet (így összesen 35 lövedék szállítása lehetséges). 

### Másodlagos fegyverzet
A harckocsi másodlagos fegyverzetét egy 12,7 mm-es légvédelmi géppuska (melyhez 1500 darab lőszer szállítható), és egy 7,62 mm-es, párhuzamosított géppuska (2000 darab lőszer szállítható) alkotja.

## Védelem
A 90-es típusú harckocsit moduláris kerámia kompozit páncélzattal látták el, amelyet a tank elején jelentősen megerősítettek. A harckocsi védelmét segíti még a két darab, nyolccsövű, 76 mm-es füstgránátvető is. 

## Felszereltség
Kifejlesztése óta a 90-es típus tűzvezető rendszere jó néhány változtatáson esett át. A rendszer magában foglalja a lézeres távolságmérőt, egy ballisztikus számítógépet, egy továbbfejlesztett hőképalkotó rendszert, valamint kombinált, normál és éjjellátó üzemmódba kapcsolható érzékelőket, parancsnoki vezérlő egységet. A rendszer tartalmaz továbbá egy automata célpontkövető rendszert is, amely segítségével mozgás közben is könnyen semlegesíthetőek az ellenséges célpontok (szárazföldi és légi célok egyaránt). E harckocsi esetében is alkalmazható (a kínai 99-es típusú harckocsikhoz hasonlóan) az úgynevezett "hunter-killer" művelet (vagyis miközben az irányzó célba veszi az ellenséget és tüzel, addig a parancsnok új célpontot kereshet és vehet célba).
A vezető három periszkóppal rendelkezik, amelyek közül a középső passzív periszkópra cserélhető. A parancsnoki állást egy kétsíkú, stabilizált, horizontálisan 180 fokban, vertikálisan -29 és +29 fok között forgatható periszkóppal látták el. Az irányzó a periszkóp mellett rendelkezik még egy lézeres távolságmérővel, valamint egy infravörös szenzorral is (emellett az irányzó és a parancsnok periszkópja is összeköttetésben áll a tűzvezető számítógéppel).

## Mozgékonyság
A harckocsi mozgékonyságát egy Mitsubishi 10ZG 10 hengeres, 1500 lóerő (1120 KW) teljesítmény leadására képes dízelmotor biztosítja. Ennek segítségével a 90-es típus műúton 70 km/h sebesség elérésére képes (a harckocsi hatótávolsága 350 km, amely extra üzemanyagtartályokkal 400 km-re növelhető).

## Alkalmazó
- Japán: 330-340 darab.

## Fordítás
- Ez a szócikk részben vagy egészben  a   Type_90 című angol Wikipédia-szócikk ezen változatának fordításán alapul.  Az eredeti cikk szerkesztőit annak laptörténete sorolja fel. Ez a jelzés csupán a megfogalmazás eredetét és a szerzői jogokat jelzi, nem szolgál a cikkben szereplő információk forrásmegjelöléseként.

## Külső hivatkozások
- Új harckocsit fejleszt Japán
- GlobalSecurity.org